# 基爾庫克省
基爾庫克省（阿拉伯语：‎）是伊拉克十八省之一。位于伊拉克北部，首府基爾庫克。

## 地理
基尔库克省北部与埃尔比勒省接壤，东邻苏莱曼尼亚省，南部是萨拉赫丁省，面積10,282平方公里，人口949,000 (2003年估計)，以庫爾德人為多数，还有亞述人、土庫曼人和阿拉伯人等。

## 历史
1976年以前稱為基爾庫克省（當時包含今日的蘇萊曼尼亞省）。
1976年到2006年被稱為塔米姆省（阿拉伯語：التأمیم；庫爾德語：‎）。省名的意思是「國有」，指向的是當地豐富的石油和天然氣資源。
2006年重新改为基尔库克省。

## 行政区划

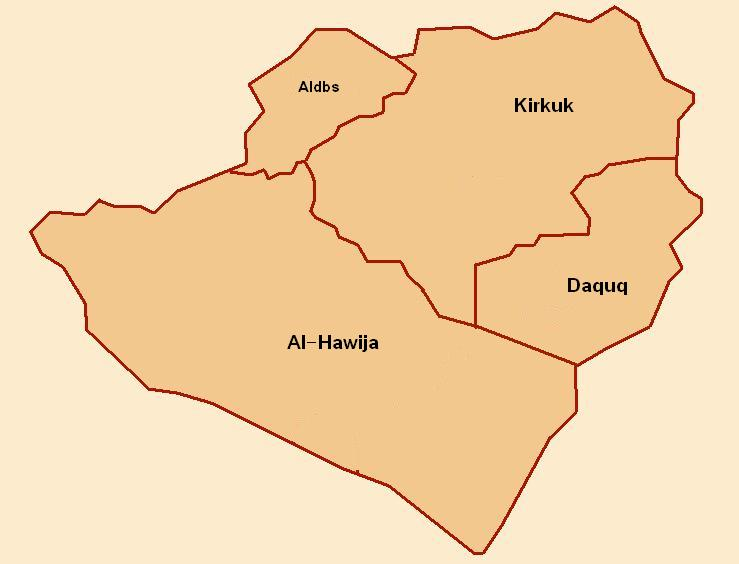

基尔库克省下辖四个县。
- 基尔库克县
- Makhmur 县
- Daquq 县
- Al-Hawija 县